# Rhyacophila vocala
Rhyacophila vocala là một loài Trichoptera trong họ Rhyacophilidae. Chúng phân bố ở miền Tân bắc.